# Robertson-Gletscher
Der Robertson-Gletscher ist ein 14,6 km langer Talgletscher in der nördlichen Alaskakette in Alaska (USA). 
Der Robertson-Gletscher hat sein Nährgebiet an der Ostflanke des Mount Kimball auf einer Höhe von ungefähr 2600 m. Der maximal 1,4 km breite Gletscher strömt anfangs 4 km nach Südosten und wendet sich anschließend nach Nordosten. Der Kimball-Gletscher von links sowie ein größerer Tributärgletscher von rechts münden in den Robertson-Gletscher. Dieser endet auf einer Höhe von 1000 m. Der Gletscher speist den Robertson River, einen linken Nebenfluss des Tanana River. Der Robertson-Gletscher ist im Rückzug begriffen.